# دعا العدل

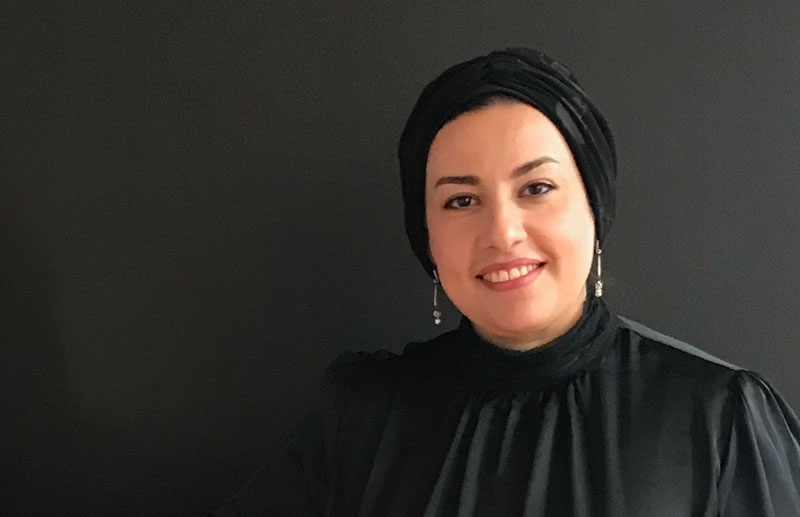
دعا العدل

دعا العدل کارتونیست مصری است که به خاطر کارتون‌های طنز خود با مفاهیم قوی سیاسی، اجتماعی یا مذهبی شناخته شده‌است. او را مشهورترین زن کارتونیست مصر می‌دانند. او اخیراً در روزنامه المصری الیوم کار می‌کند، کارهای وی در آنجا توجه زیادی را جلب کرده و موجب جنجال‌های زیادی شده‌است.

## پیش‌زمینه
العدل در مجله‌های الدوستور، رز الیوسف و صباح الخیر کار کرده و با مجلات قطر الندا و علاءالدین و باسم همکاری کرده‌است. وی اکنون در مجله المصری الیوم استخدام شده‌است و همان‌جا مورد توجه زیادی قرار گرفته‌است. در سال ۲۰۰۹ اولین زنی بود که جایزه روزنامه‌نگار برتر در زمینه کاریکاتور را دریافت کرد. در سال ۲۰۰۶ یکی از ۱۰۰ زن بی‌بی‌سی شد.

## کارها
دعا العدل در دسامبر ۲۰۱۲ زمانی که در روزنامه المصری الیوم کاریکاتورش را چاپ کرد جنجال زیادی به وجود آمد. در آن کاریکاتور فرشته‌ای به آدم و حوا اطلاع می‌داد که در صورتی که به کاندیدای گروه راست رأی دهند می‌توانند در بهشت بمانند. گرچه او با این کار می‌خواست از استفاده سیاسی از مذهب انتقاد کند، به جرم توهین به مقدسات جریمه شد.
سال بعد به خاطر کاریکاتوری که در ان اسلام‌گراها و نفوذشان در سیاست را مورد انتقاد قرار داده بود، توسط دادستان کل طلعت عبدالله مورد بازجویی قرار گرفت. کاریکاتوریست برزیلی کارلوس لاتوف با کشیدن کاریکاتوری از او دفاع کرد، در آن کاریکاتور العدل با مدادی شبیه نیزه در برابر اسلام‌گرایان از خود دفاع می‌کرد. در فوریه ۲۰۱۳، کاریکاتوری کشید که در آن ختنه زنان را مورد انتقاد قرار می‌داد، آن کاریکاتور مرد از کار افتاده‌ای را نشان می‌داد که از یک نردبان بالا رفته و با یک قیچی در دست تلاش می‌کرد گل قرمزی را که بین پاهای زن روییده ببرد. کاریکاتورهای او در مورد محاکمه پرزیدنت مبارک هم مشهور بودند.